# Eburneana wandae
Eburneana Wandae é uma espécie de aranha saltadora do gênero Eburneana que imita formigas . Foi nomeado por Tamás Szűts em homenagem à aracnóloga polonesa Wanda Wesołowska . O macho da espécie foi descrito pela primeira vez em 2003, com o holótipo encontrado nas florestas da África central. É uma aranha relativamente grande, 8,2 mm de comprimento, e distingue-se da semelhante Eburneana scharffi por sua geografia diferente, sendo encontrada em Camarões e não na Tanzânia, e pela forma das patas dianteiras da aranha.

## Taxonomia
Eburneana Wandae é uma espécie de aranha saltadora que foi nomeada pela primeira vez por Tamás Szűts em 2003. O gênero é nomeado para Litus Eburneum, o nome latino para a Costa do Marfim, o local onde um dos membros do gênero, Eburneana magna foi encontrado pela primeira vez. A espécie é nomeada em homenagem a Wanda Wesołowska, uma das mais de 20 espécies nomeadas em homenagem ao aracnólogo polonês. Em 2015, o gênero foi adicionado ao subclado Saltafresia no clado Salticoida com base na análise de 8 genes. Em 2017, foi adicionado ao supergrupo Hylloida por Jerzy Prószyński.